# Ivan Milat
Ivan Robert Marko Milat (27 de diciembre de 1944 - 27 de octubre de 2019) fue un asesino en serie australiano que fue condenado por los asesinatos de mochileros en 1996. Comúnmente conocido como el Asesino de mochileros, Milat capturó, asaltó, robó y asesinó a dos hombres y cinco mujeres en Nueva Gales del Sur entre 1989 y 1992. Su modus operandi era acercarse a los autoestopistas a lo largo de la autopista Hume con el pretexto de proporcionarles transporte a áreas del sur de Nueva Gales del Sur, luego llevaría a sus víctimas al Bosque Estatal de Belanglo, donde las incapacitaría y asesinaría.

## Primeros años de vida
Ivan Milat era hijo de un emigrante y trabajador croata, Stjepan Marko "Steven" Milat (1902-1983), y de una australiana, Margaret Elizabeth Piddleston (1920-2001), que se casaron cuando ella tenía 16 años. Milat fue el quinto de sus catorce hijos, y la creciente familia vivió primero en el suburbio Bossley Park de Sídney, Nueva Gales del Sur, antes de mudarse a Liverpool. Muchos de los diez hijos varones Milat tenían mala reputación en el vecindario y eran bien conocidos por la policía local; Ivan mostró un comportamiento antisocial a una edad temprana, lo que lo llevó a una temporada en una escuela residencial a los 13 años.
A los 17 años, Milat estaba en un reformatorio por robo, y a los 19 estuvo involucrado en el robo de una tienda. En 1964 fue condenado a 18 meses por allanamiento de morada y un mes después de su liberación fue detenido por conducir un coche robado y condenado a dos años de trabajos forzados. En septiembre de 1967, con 22 años, fue condenado a tres años por robo.
En abril de 1971, Milat fue acusado del secuestro de dos autostopistas de 18 años, a una de las cuales violó. Mientras esperaba el juicio, estuvo involucrado en una serie de robos con algunos de sus hermanos antes de fingir su suicidio y huir a Nueva Zelanda durante un año. Fue arrestado nuevamente en 1974, pero los casos de robo y secuestro en su contra fracasaron en el juicio con la ayuda del abogado de la familia Milat, John Marsden. Milat empezó a trabajar como camionero en 1975 y, en el momento de su detención, había trabajado como tal de forma intermitente para la Autoridad de Carreteras y Tráfico durante veinte años.

## Asesinatos de mochileros

### Fondo
En el momento de los descubrimientos iniciales en el Bosque Estatal de Belanglo, varios mochileros habían sido reportados como desaparecidos. Un caso involucró a una joven pareja de Frankston, estado de Victoria, Deborah Everist (19) y James Gibson (19), que habían desaparecido desde que partieron de Sídney hacia el ConFest, cerca de Albury, el 30 de diciembre de 1989. Otro relacionado con Simone Schmidl (21), de Alemania, que había desaparecido desde que partió de Sídney hacia Melbourne el 20 de enero de 1991. De manera similar, una pareja alemana, Gabor Neugebauer (21) y Anja Habschied (20), habían desaparecido después de salir de un albergue de Kings Cross rumbo a Mildura el 26 de diciembre de 1991. Otro involucró a las mochileras británicas Caroline Clarke (21) y Joanne Walters (22), quienes fueron vistas por última vez en Kings Cross el 18 de abril de 1992.

### Descubrimiento de las víctimas

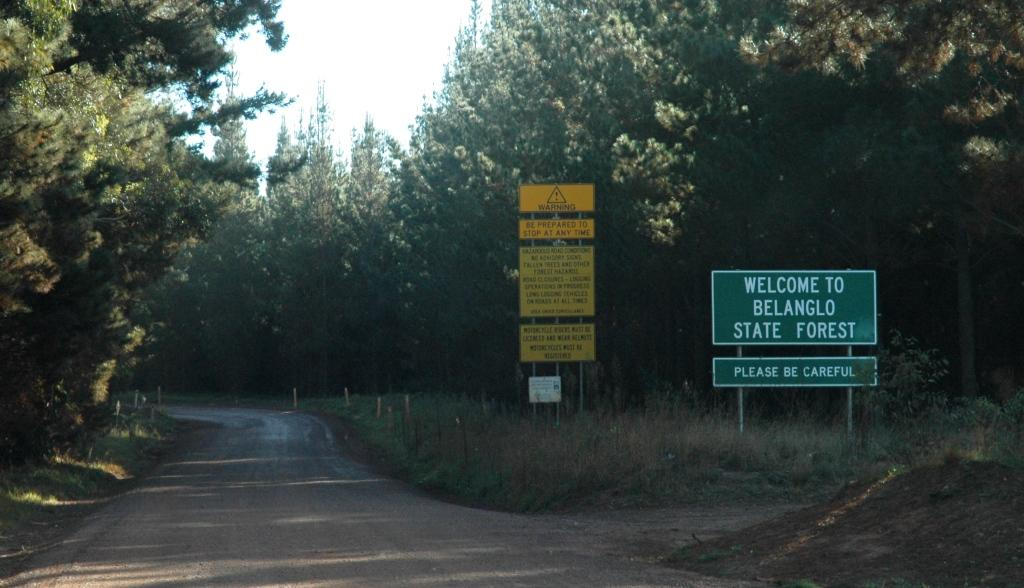
Un cartel a la entrada del Bosque Estatal de Belanglo.

El 19 de septiembre de 1992, dos corredores descubrieron un cadáver oculto mientras practicaban orientación en el Bosque Estatal de Belanglo. A la mañana siguiente, la policía descubrió un segundo cuerpo a 30 metros del primero. La policía confirmó rápidamente, a través de los registros dentales, que los cuerpos eran los de Clarke y Walters. Una búsqueda en el área no logró descubrir a ninguno de los otros mochileros desaparecidos.
Sin embargo, en octubre de 1993, un lugareño que buscaba leña descubrió huesos humanos en una sección particularmente remota del bosque. Regresó con la policía a la escena donde rápidamente se descubrieron los restos de dos cuerpos y luego se identificaron como Gibson y Everist. La presencia del cuerpo de Gibson en Belanglo desconcertó a los investigadores ya que su cámara de fotos y mochila habían sido descubiertas previamente en Galston Gorge, a más de 120 km al norte.
El 1 de noviembre de 1993, se encontró un esqueleto en un claro a lo largo de un sendero cortafuegos en el bosque durante una redada policial. Posteriormente fue identificado como el de Schmidl. La ropa encontrada en la escena no era de Schmidl, pero coincidía con la de otra mochilera desaparecida, Habschied. El 4 de noviembre de 1993, los cuerpos de Habschied y Neugebauer fueron encontrados en una pista cortafuegos cercana semienterrados en fosas poco profundas a 50 m del sendero.

### Búsqueda de un asesino en serie
El examen de los restos mostró evidencia de que algunas de las víctimas habían sido torturadas y no murieron instantáneamente a causa de sus heridas. En respuesta, el 14 de octubre de 1993, la Policía de Nueva Gales del Sur creó la Task Force Air, compuesta por más de 20 detectives y analistas.
El 5 de noviembre de 1993, el gobierno de Nueva Gales del Sur aumentó la recompensa por los asesinatos a 500.000 dólares. Después de desarrollar su perfil del asesino, la policía se enfrentó a un enorme volumen de datos de numerosas fuentes. Los investigadores aplicaron tecnología de análisis de enlaces y, como resultado, la lista de sospechosos se redujo de una lista de 230 a una lista aún más corta de 32. Surgió la especulación de que los crímenes fueran obra de varios asesinos, dado que la mayoría de las víctimas habían sido atacadas en pareja, habían sido asesinadas de diferentes maneras y enterradas por separado.
El 13 de noviembre de 1993, la policía recibió una llamada de Paul Onions (24) en el Reino Unido. El 25 de enero de 1990, Onions había estado de mochilero en Australia y, mientras hacía autostop desde la estación de Liverpool hacia Mildura, aceptó que un hombre conocido solo como "Bill" lo llevara al sur desde Casula. Al sur de la ciudad de Mittagong, y a menos de 1 km del Bosque Estatal de Belanglo, Bill se detuvo y sacó un revólver y unas cuerdas indicando que se trataba de un robo, momento en el que Onions se arrojó por la puerta del vehículo y logró huir mientras Bill le disparaba. Onions hizo señas a una automovilista que pasaba, Joanne Berry de Canberra, y juntos describieron al agresor y su vehículo a la policía de Bowral. El 13 de abril de 1994, los detectives volvieron a encontrar la nota sobre la llamada de Onions. La declaración del joven fue corroborada por Berry, junto con la novia de un hombre que trabajaba con Milat.

### Arresto y juicio
La vigilancia policial de la casa Milat en Cinnabar Street Eagle Vale comenzó el 26 de febrero de 1994. La policía se enteró de que Milat había vendido recientemente su Nissan Patrol plateado con tracción en las cuatro ruedas poco después del descubrimiento de los cuerpos de Clarke y Walters. La policía también confirmó que Milat no había estado trabajando en ninguno de los días de los ataques y conocidos también le dijeron a la policía sobre la obsesión de Milat con las armas y su afición a la caza. Cuando se hizo la conexión entre los asesinatos de Belanglo y la experiencia de Onions, Onions voló a Australia para ayudar con la investigación. El 5 de mayo de 1994, Onions identificó positivamente a Milat como el hombre que lo había retenido e intentado asesinar.
Milat fue arrestado en su casa el 22 de mayo de 1994 por cargos de robo y armas relacionados con el ataque de Onions después de que 50 policías rodearan la casa. El registro de la casa de Milat reveló varias armas, incluido un rifle Anschütz modelo 1441/42 calibre .22 y partes de un rifle Ruger 10/22 calibre .22 que coincidía con el tipo utilizado en los asesinatos, una pistola Browning y un cuchillo Bowie También se descubrieron objetos pertenecientes a varias de sus víctimas. También se registraron las casas pertenecientes a su madre y cinco de sus hermanos, descubriendo varios artículos más pertenecientes a las víctimas.
Milat compareció ante el tribunal el 23 de mayo, pero no se declaró culpable. El 31 de mayo, Milat también fue acusado de los siete asesinatos de mochileros. Milat despidió a su abogado defensor, Marsden, el 28 de junio y buscó asistencia letrada para pagar su defensa. Mientras tanto, sus hermanos Richard y Walter fueron juzgados en relación con armas, drogas y objetos robados encontrados en sus propiedades. Una audiencia de procesamiento de Milat con respecto a los asesinatos comenzó el 24 de octubre y duró hasta el 12 de diciembre, durante la cual comparecieron más de 200 testigos. Sobre la base de las pruebas, a principios de febrero de 1995, Milat permaneció bajo custodia hasta junio de ese mismo año.
El juicio se abrió en la Corte Suprema de Nueva Gales del Sur en Sídney el 26 de marzo de 1996 y estuvo a cargo de la acusación Mark Tedeschi. A pesar de la abrumadora evidencia en su contra, se informa que Milat confiaba en que sería declarado inocente. En grabaciones telefónicas realizadas para el programa "Historia australiana" de la Comisión de Radiodifusión de Australia en 2004, Milat expresó sus motivos para creer que sería declarado inocente en el juicio: "Mi defensa básica en mi juicio fue que no fui yo", dijo. "No sé quién lo hizo. Dependía de ellos probar mi culpabilidad, no de mí probar mi inocencia". Su defensa argumentó que, a pesar de la evidencia, no había pruebas no circunstanciales de que Milat fuera culpable e intentó culpar a otros miembros de su familia, en particular a Richard. Ciento cuarenta y cinco testigos subieron al estrado, incluidos miembros de la familia Milat que intentaron proporcionar coartadas. El 18 de junio, Milat prestó declaración él mismo. El 27 de julio de 1996, después de 18 semanas de testimonio, un jurado encontró a Milat culpable de los asesinatos. Le dieron cadena perpetua por cada cargo sin posibilidad de libertad condicional. También fue condenado por la tentativa de homicidio, detención ilegal y robo de Onions, por los que recibió seis años de cárcel cada uno.

## Víctimas

### 1989
- 30 de diciembre: James Gibson y Deborah Everist, ambos australianos de 19 años, son acuchillados repetidamente hasta la muerte.

### 1991
- 20 de enero: la alemana Simone Schmidl, de 20 años, muere tras sufrir numerosas puñaladas, una de las cuales le atraviesa la columna vertebral.
- 26 de diciembre: El alemán Gabor Neugebauer es atado y disparado seis veces, y su pareja, Anja Habschied, de 20 años, es decapitada.

### 1992
- 18 de abril: la ciudadana británica Joanne Walters, de 22 años, es acuchillada y Caroline Clarke, de 21 años, recibe diez disparos.

## Encarcelamiento y apelaciones
En su primer día, al llegar a Maitland Gaol, Milat fue golpeado por otro recluso. Casi un año después, el 16 de mayo de 1997, hizo un intento de fuga junto con un traficante de drogas convicto y exconcejal de Sídney, George Savvas. El plan fracasó y Savvas fue encontrado ahorcado en su celda al día siguiente, y Milat fue trasladado a la sección de máxima seguridad en el Centro Correccional de Goulburn en Goulburn, Nueva Gales del Sur.
En noviembre de 1997, Milat apeló contra sus condenas debido a una violación de su derecho consuetudinario a representación legal, según lo establecido en Dietrich v The Queen. Sin embargo, el Tribunal Penal de Apelación de Nueva Gales del Sur desestimó la apelación. En 2004, Milat presentó una solicitud ante el Tribunal Superior de Australia para que se le permitiera un permiso especial para apelar por nuevos motivos. La solicitud de permiso fue finalmente desestimada, confirmando la decisión del Tribunal de Apelaciones en lo Penal de desestimar su apelación inicial. El 27 de octubre de 2005, en la Corte Suprema de Nueva Gales del Sur, se rechazó la última vía de apelación de Milat. En 2006, también se rechazaron otros dos intentos de solicitud, así como uno en noviembre de 2011.
En 2001, luego de la apertura del Centro Correccional de Manejo de Alto Riesgo (Supermax) en el Centro Correccional de Goulburn, Milat fue transferido de la sección de máxima seguridad de la prisión a una de sus 45 nuevas unidades. En 2006, una tostadora y un televisor que le dieron a Milat en su celda provocaron una protesta pública.

## Últimos años
El 8 de noviembre de 2004, Milat dio una entrevista televisada en Australian Story, en la que negó que alguien de su familia hubiera estado involucrado en los siete asesinatos. El 26 de enero de 2009, Milat se cortó el dedo meñique con un cuchillo de plástico, con la intención de enviarlo por correo al Tribunal Superior de Australia para forzar una apelación. Fue llevado al Hospital Base Goulburn bajo alta seguridad; sin embargo, el 27 de enero de 2009, Milat fue devuelto a prisión después de que los médicos decidieran que la cirugía no era posible. Milat se había hecho daño a sí mismo anteriormente en 2001, cuando tragó hojas de afeitar, grapas y otros objetos metálicos. En mayo de 2011, Milat inició una huelga de hambre de nueve días y perdió 15 kilos en un intento fallido de recibir una PlayStation.
En mayo de 2019, Milat fue trasladado al Hospital Prince of Wales, Randwick, y posteriormente se le diagnosticó cáncer de esófago terminal. Después de su tratamiento, fue trasladado al Centro Correccional de Long Bay para continuar con sus sentencias de prisión. El 9 de agosto de 2019, un Milat con una enfermedad terminal fue trasladado a una unidad de tratamiento segura ubicada en el Hospital Prince of Wales luego de la pérdida de 20 kilos en las semanas anteriores; Milat también exhibía una temperatura alta. Sin embargo, se informó que su estado no amenazaba su vida. El 27 de octubre de 2019, Milat murió de cáncer de esófago y estómago a las 4:07 a. m. dentro del ala del hospital en el Centro Correccional de Long Bay. Tenía 74 años.
Antes de su muerte, Milat escribió una carta a su familia solicitando que el gobierno de Nueva Gales del Sur pagara su funeral. La solicitud fue denegada por el ministro penitenciario de Nueva Gales del Sur, Anthony Roberts. En cambio, el cuerpo de Milat fue incinerado con el reembolso total de los costos a pagar de su cuenta de la prisión.
En sus últimos días, la policía de Nueva Gales del Sur dijo en un comunicado que sus oficiales visitaron a Milat ocho veces, en prisión y en el hospital, en un intento de obtener una confesión de él, sin embargo, Milat no confesó. "Se implementaron varias estrategias en cada ocasión, incluidas diferentes combinaciones de detectives y la utilización de entrevistas grabadas con las familias de las víctimas como técnica de investigación", dijo el comunicado. "No se recibió ni proporcionó más información a la policía durante las interacciones".

## Presuntas admisiones de culpabilidad
Aunque Milat murió sin haber confesado nunca, se dice que le dijo a su madre, Margaret, con quien tenía una relación cercana, poco antes de su muerte en 2001, que él era responsable de los asesinatos de mochileros.
En mayo de 2015, el hermano de Milat, Boris, le dijo a Steve Aperen, un ex detective de homicidios que se desempeña como consultor del Departamento de Policía de Los Ángeles y la Oficina Federal de Investigaciones de EE. UU., que Milat admitió su responsabilidad en otro tiroteo: el del taxista Neville Knight, en 1962. Después de realizar pruebas de polígrafo con Boris Milat y Allan Dillon, el hombre condenado por dispararle a Knight, Aperen está convencido de que Milat le disparó a Knight.

## En la cultura popular
Milat ha sido objeto de varios libros. Un libro del sobrino de Milat, Alistair Shipsey, The Milat Letters (ISBN 1785547844) fue lanzado en 2016. En diciembre de 2018, la autora australiana Amanda Howard estaba escribiendo un libro sobre sus crímenes, basado en su correspondencia con Milat.
Una miniserie en Seven Network, Catching Milat, se proyectó en 2015 y se centró en los miembros de "Task Force Air" que rastrearon a Milat. Se basó libremente en el libro Sins of the Brother de Mark Whittaker y Les Kennedy.
Los asesinatos de Milat inspiraron las películas de Wolf Creek, que afirmaban estar "basadas en una historia real".

## Familia Milat
El sobrino nieto de Milat, Matthew Milat, y su amigo Cohen Klein (ambos de 19 años en el momento de la sentencia) fueron condenados en 2012 a 43 años y 32 años de prisión, respectivamente, por asesinar a David Auchterlonie en su cumpleaños número 17 con un hacha en el Bosque Estatal de Belanglo en noviembre de 2010. Matthew Milat golpeó a Auchterlonie con el hacha de dos cabezas mientras Klein grababa en audio el ataque con un teléfono móvil.

## Vida personal
Milat conoció a una chica de 16 años que estaba embarazada de su primo. Se casaron en 1983 y tuvieron también una hija propia. Sin embargo, ella lo dejó en 1987 debido a violencia doméstica y se divorciaron en octubre de 1989.